# Лаз Стубички
Лаз Стубички је насељено место у саставу општине Марија Бистрица у Крапинско-загорској жупанији, Хрватска. До територијалне реорганизације у Хрватској налазио се у саставу старе општине Доња Стубица.

## Становништво
На попису становништва 2011. године, Лаз Стубички је имао 267 становника.

## Попис1991.
На попису становништва 1991. године, насељено место Лаз Стубички је имало 295 становника, следећег националног састава:
| Попис 1991.‍ | Попис 1991.‍ | Попис 1991.‍ | Попис 1991.‍ | Попис 1991.‍ |
| ----------- | ----------- | ----------- | ----------- | ----------- |
|             |             |             |             |             |
| Хрвати      | Хрвати      |             | 294         | 99,66%      |
| непознато   | непознато   |             | 1           | 0,33%       |
| укупно: 295 |             |             |             |             |